# Farmakonisi
Farmakonisi (en griego: Φαρμακονήσι, Farmakonī́si; en italiano: Farmaco; en turco: Bulamaç Adası), es una pequeña isla griega de la prefectura del Dodecaneso. También se ha conocido como Pharmakos, Farmaco o Pharmakousa. Forma parte del municipio de Leros y tenía una población de 74 habitantes según el censo de 2001 mientras que en el censo de 2011 la población se redujo a 10 habitantes. Los monumentos históricos más destacados de la isla incluyen la iglesia de Agios Georgios (Άγιος Γεώργιος) y las ruinas cercanas de un antiguo templo romano.

## Geografía
Se encuentra a medio camino entre el archipiélago del Dodecaneso, en el oeste y la costa de Turquía en el este, cerca de la entrada al golfo de Güllük. La distancia más corta a la costa turca es hacia el noreste a unos 12 km. A 19 km al noreste de la misma está la isla de Agatonisi, a 26 km al oeste las islas de Lipsi, Patmos y Leros, y al sur las islas de Kálimnos y Pserimos. La longitud máxima de norte a sur es de 3,6 km y el ancho es de aproximadamente 1,2 km siendo la bahía Ormos Tholou (Όρμος Θόλου) el punto más estrecho de la isla con 350 m. Tiene un área total de 3,8 km cuadrados.

## Historia
En la antigüedad, la isla era conocida como Pharmakousa tomando su nombre de las hierbas medicinales que crecían en ella y que usaban para elaborar fármacos, Hipócrates solía visitarla para recolectar dichas hierbas. Otro nombre usado sería Pharmakos, que daría forma a la palabra fármaco con significado de remedio/veneno/encanto.
La historia de Farmakonisi es la del Dodecaneso; los períodos de poblamiento y de abandono se alternaron según los caprichos de la evolución climática e histórica y la isla se vació a veces por sequías y a veces por las incursiones de piratas o guerreros en busca de esclavos.
Los rastros de muros ciclópeos y fortificaciones del puerto dan testimonio de su situación estratégica. La presencia de ruinas de edificios de cúpula, los llamados Tholoi, del s. I a. C. en la costa este, cerca del pequeño puerto, hacen suponer que existían almacenes de alimentos.

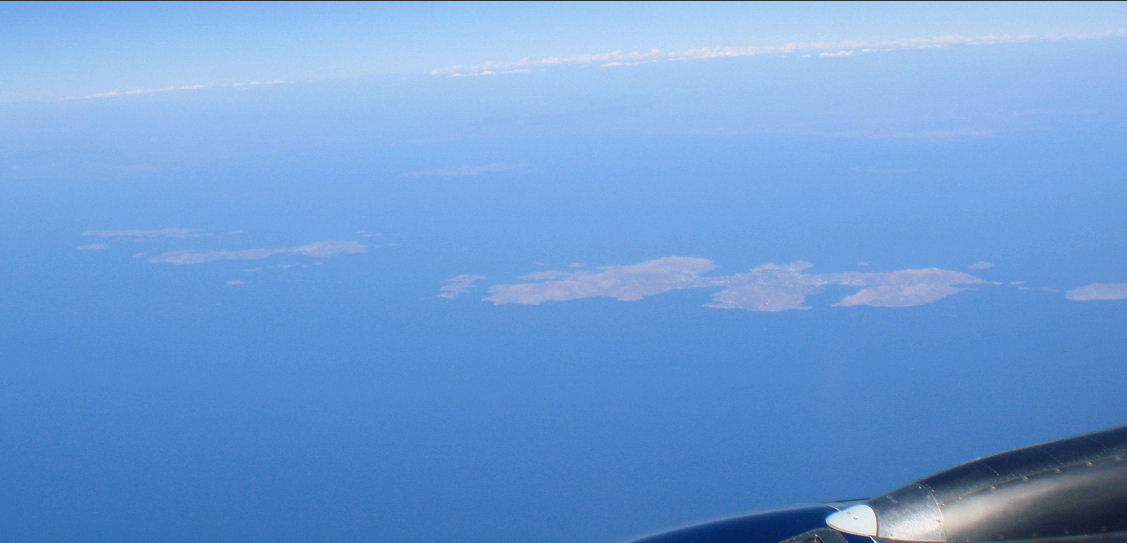
En primer plano, de izquierda a derecha: Arkoi, Leipsoi, Leros. Al fondo, de izquierda a derecha: Agatonisi, Farmakonisi y la costa de Turquía.

Plutarco en sus Vidas paralelas cuenta que el joven Julio César, en el marco de la guerra entre su tío Cayo Mario y Sila, durante un viaje a Bitinia, fue secuestrado por piratas y estuvo prisionero allí 38 días. Durante su encarcelamiento, les prometió que cuando fuera liberado volvería para matarlos a todos. Después de que el gobernador de Asia Menor, Marco Junco, pagara un rescate dos veces mayor que lo que sus secuestradores habían pedido (ya que dijo que la cantidad requerida era demasiado baja para alguien como él) y tras ser liberado, organizó una flota y mantuvo su promesa, volvió y mandó crucificar a todos ellos. Suetonio cuenta la misma historia pero con menos severidad, omite la descripción detallada del rescate, y para resaltar la bondad de César dice que los mató antes de la crucifixión.
El emperador bizantino Alejo I Comneno regala Farmakonisi al monje Christodoulos que al llegar en 1087 y con la isla en su poder el año siguiente funda el monasterio de San Juan de Patmos.
Quedó desde 1912 hasta 1943, junto con las otras islas del Dodecaneso, bajo ocupación italiana después de la guerra ítalo-turca; fue cedida a Grecia en 1947. Agios Giorgios (San Jorge), la única iglesia en la isla fue construida en 1921.[cita requerida]
Como resultado del conflicto por el islote de Imia-Kardak en enero de 1996, en agosto del mismo año la Academia Militar de Turquía redactó un memorando reclamando que se tratara la soberanía de un centenar de islotes y rocas griegas incluyendo Farmakonisi; y es que los distintos puntos de vista sobre la posesión de estos territorios lleva regularmente a los conflictos fronterizos y las protestas griegas.
Desde el lado griego, hay preguntas parlamentarias regulares al Parlamento Europeo, ya que las tareas de Frontex para proteger las fronteras exteriores de la UE se ven obstaculizadas por la parte turca. Debido a su ubicación, cerca de la frontera marítima greco-turca, las islas griegas del mar Egeo oriental son objetivo de la inmigración irregular hacia la U.E. En septiembre de 2015, la agencia de noticias ANA2 reportó 34 muertos al volcar una lancha.

### Disputa de la soberanía
En 2004 el Partido Demócrata (Demokrat Parti), un partido de la oposición en Turquía inició una campaña sobre la soberanía de esta isla además de la de Agatonisi (Eşek), cercanas las dos a las costas turcas. Dentro de esta campaňa, el presidente del partido, Namık Kemal Zeybek, recordó que los ciudadanos turcos siempre habían visitado las dos islas libremente hasta el año 2004 y propuso viajar a ambas pero después desistió. El tema fue llevado también al parlamento turco. Otro diputado preguntó al ministro de Exteriores, entre otras cosas, si la isla había sido ocupada por militares griegos y si se exijía pasaporte y visa a los ciudadanos turcos que deseaban visitarla. El diputado del Partido Republicano del Pueblo, Kamer Genç, presentó, en 2013, al parlamento, otra pregunta escrita.
El portavoz del Ministerio de Asuntos Exteriores turco, en respuesta a una pregunta del diario Hürriyet, en mayo de 2011, se limitó a declarar que el tema de las dos islas se trataba dentro del marco de las "reuniones exploratorias" entre los respectivos Subsecretarios (Secretarios de Estado) de Exteriores de ambos países y que existía un acuerdo común de no hacer declaraciones unilaterales sobre los temas tratados en estas reuniones bilaterales y periódicas.
El tema fue citado también en los documentos de Wikileaks.

## Población
Hasta la segunda mitad del siglo XX la isla estaba habitada solo por unas pocas personas. El medio de vida se repartía entre la agricultura y la gestión de los pastos. El ingreso principal se encontraba en la pesca de bajura.
| Año       | 1947 | 1951 | 1961 | 1971 | 1981 | 1991 | 2001 | 2011 |
| --------- | ---- | ---- | ---- | ---- | ---- | ---- | ---- | ---- |
| Población | 3    | 6    | 8    | 6    | 1    | -    | 74   | 10   |

Según datos oficiales de 2001 Farmakonisi tenía 74 habitantes. En el 2011, se le dio 10 residentes.

## Naturaleza
Farmakonisi es una isla relativamente plana, la elevación más alta de 106 m se encuentra en el sur de la isla.

### Flora
El número relativamente bajo de 201 especies de helechos y plantas con semillas se explica por el pequeño tamaño de la isla y la limitada diversidad de biotopos. Cabe destacar la presencia de Nigellastrum garidella, que está clasificada en la Lista Roja de la UICN como especie en peligro.
La estrecha y rocosa zona costera tiene un pequeño número de flora de agua salada como el brezo de mar (Frankenia hirsuta), la lavanda de mar (Limonium virgatum) y la lechuguilla (Cichorium spinosum), además también está la colleja (Silene sedoides), la serradella de los acantilados (Cytisoides lotus) y el balliquillo (Parapholis incurva). La región de transición a la vegetación del interior de la isla la forman el (Cichorium spinosum) con una altura de la planta de 20 cm. En la zona central de la isla la vegetación arbustiva original del algarrobo (Ceratonia siliqua) y el lentisco (Pistacia lentiscus) ha sido siendo sustituida principalmente por maquia (Phrygana). La Pimpinela Espinosa (Sarcopoterium spinosum) domina aproximadamente el 70% del paisaje con plantas de una altura de 30 cm junto con el arbusto espinoso (Euphorbia acanthothamnos) y la hierba de la cuchillada (Anthyllis hermanniae) sucesivamente. En el suroeste, la variedad de la Sabina negral (Juniperus phoenicea) llegó a alturas de hasta 1,7 m.

### Conservación
Farmakonisi se integró junto con las islas de Lipsi, Arkoi, Agatonisi y la zona marítima adyacente en la Red Natura 2000 de la Unión Europea como GR 4210010 Arkoi, Leipsoi, Agathonisi kai Vrachonisides (Αρκοί-Λειψοί-Αγαθονήσι y Βραχονησίδες).